# كيرا زفوريكينا
كيرا أليكسييفنا زفوريكينا (بالبيلاروسية: Кіра Аляксееўна Зварыкіна)؛ 29 سبتمبر 1919 - 6 سبتمبر 2014) كانت لاعبة شطرنج سوفيتية قضت سنوات عديدة في بيلاروسيا. لقد كانت فائزة ثلاث مرات بالبطولة السوفيتية للسيدات. وفي عام 2018، إدرجت في قاعة مشاهير الشطرنج العالمية.

## سنوات التكوين
كان والداها أليكسي كونستانتينوفيتش زفوريكين (شقيق فلاديمير زفوريكين) وليديا تيربوجوفا وكانت واحدة من سبعة أطفال. كانت عائلتها المباشرة والممتدة، في شبابها، من لاعبي الشطرنج المتحمسين، بل وأقامت بطولات شطرنج خاصة بهم. وبفضل نجاحها في إحدى هذه المسابقات عندما كانت في السادسة عشرة من عمرها، شاركت في مسابقة مدرسية وفازت بجميع ألعابها.
بحلول عام 1927، استقرت العائلة في لينينغراد (سانت بطرسبرغ). ونتيجة لذلك، سنحت الفرصة لزفوريكينا للانضمام إلى قصر نادي الشطرنج الأسطوري للرواد الشباب حيث قدمت الدروس من قبل النجم الصاعد بيتر رومانوفسكي، الذي كانت حينها أستاذ مرشحًا. في السابعة عشرة من عمرها أصبحت بطلة مدرسة لينينغراد وبدأت أيضًا الدراسة في معهد التصوير السينمائي. أصبحت وقتها في لعبة الشطرنج محدودًا تدريجيًا وبدات في الظهور كقوة مهمة في الشطرنج العالمي إلا في عام 1946، حيث احتلت المركز الثاني في بطولة لينينغراد للسيدات.

## بطولة الشطرنج
تزوجت زفوريكينا من الأستاذ الكبير ومدرب الشطرنج أليكسي سوتين وأنجبا معًا ابنًا، ألكسندر، الذي ولد في عام 1951. وصلت زفوريكينا إلى قمة الشطرنج النسائي الروسي، حيث فازت بالبطولة الوطنية للسيدات مباشرة في عام 1951و1953 و1956. كان هناك أيضًا مركزان متساويان في المركز الأول في عام 1957 (خسرت الشوط الفاصل مع فالنتينا بوريسينكو) وفي عام 1958 (مع لاريسا فولبرت).
في الشطرنج الدولي، كان هناك عدد قليل جدًا من البطولات النسائية التي أقيمت في الخمسينيات عندما كانت زفوريكينا في ذروتها، لكنها تعادلت في المركز الرابع في حدث موسكو عام 1952 وتغلبت على آن سنوكس (+1 = 1 −0) في الاتحاد السوفييتي مقابل بريطانيا العظمى. مباراة عام 1954. حدث أعظم نجاح لها في بلوفديف في بطولة المرشحات للسيدات عام 1959، عندما كسبت الفوز على ملعب قوي مباراة مع بطولة العالم للشطرنج النسوية إليزافيتا بيكوفا على اللقب. لسوء الحظ، تزامنت مباراة عام 1960 مع مرض والدتها العضال مما أثر بلا شك على لعبها، مما أدى إلى خسارة بفارق 4½-8½.
في الستينيات، شاركت في عدد قليل فقط من البطولات الدولية دون نجاح كبير. كانت موجة جديدة من اللاعبين الأقوياء في ذلك الوقت في الصدارة، أبرزهم الأذربيجانية، تاتيانا زاتولوفسكايا والجورجيات، نونا جابرينداشفيلي ونانا الإسكندر. ومع ذلك، في بطولات المرشحين لبطولة العالم، ظلت مؤدية متسقة ومحترمة طوال الخمسينيات وحتى الستينيات، ولم تحقق أبدًا أقل من المراكز الخمسة الأولى.

## شطرنج جماعي
مثلت زفوريكينا الاتحاد السوفييتي في أولمبياد الشطرنج للسيدات لعامي 1957 و1963، قدمت عرضين متألقين حائزين على ميداليات. نتج عن النتيجة الأولى نتيجتين (12/14)، مما أدى إلى تأمين الميدالية الذهبية الفردية والجماعية وحتى طغى على إنجاز مواطنتها أولغا روبتسوفا، بطلة العالم. وشهدت ظهورها الثاني حصولها على نتيجة مثيرة للإعجاب 5½/6، مما ساعد الفريق على الحصول على ميدالية ذهبية أخرى. ومع ذلك، بما أن ذلك تحقق من مركز احتياطي الفريق، لم يمنح أي ميدالية فردية.

## أواخر مهنتها
أمضت زفوريكينا بعض الوقت في موسكو، حيث عين زوجها مدربًا رئيسيًا هناك؛ لاحقًا، عاشت في مينسك، حيث أدارت مدرسة للشطرنج، على الرغم من أن حياتها المهنية كانت في السابق في مجال الهندسة. منافس متكرر في بطولة الشطرنج البيلاروسية، كانت بطلة في ثلاث مناسبات. في أعوام 1960 و1973 و1975.
وفي الآونة الأخيرة، سجلت في الاتحاد الدولي للشطرنج من خلال الاتحاد الروسي، على الرغم من أنها أمضت بعض الوقت في العيش في بلغاريا. على الرغم من تقدمها في السن، لعبت الشطرنج في البطولات المصنفة حتى عام 2007؛ في عام 1998، بالقرب من عيد ميلادها الثمانين، كان تصنيف نظام تصنيف إيلوالخاص بها لا يزال 2245 مهيبًا وفي كبار السن في العالم في رولى في عام 2000، حققت المركز الأول في منتصف الطاولة. وحتى في وقت لاحق، تضمن جدولها بطولة أوروبا لكبار السيدات وبطولة روسيا لكبار السن للسيدات.
مُنحت زفوريكينا لقب غراند ماستر للمرأة في عام 1952 ولقب أستاذ دولي في عام 1977. كما أصبحت حكمًا دوليًا في عام 1977. توفيت عن عمر يناهز 94 عامًا عام 2014.